# Nejc Križaj
Nejc Križaj, slovenski nogometaš, * 26. september 1989.
Križaj je nekdanji profesionalni nogometaš, ki je igral na položaju vezista. Celotno kariero je igral za slovenske klube Triglav Kranj, Sava Kranj, Kranj, Šenčur in Bled. Skupno je v prvi slovenski ligi odigral 32 tekem in dosegel en gol, v drugi slovenski ligi pa 86 tekem in 13 golov.